# Ksawery Frank

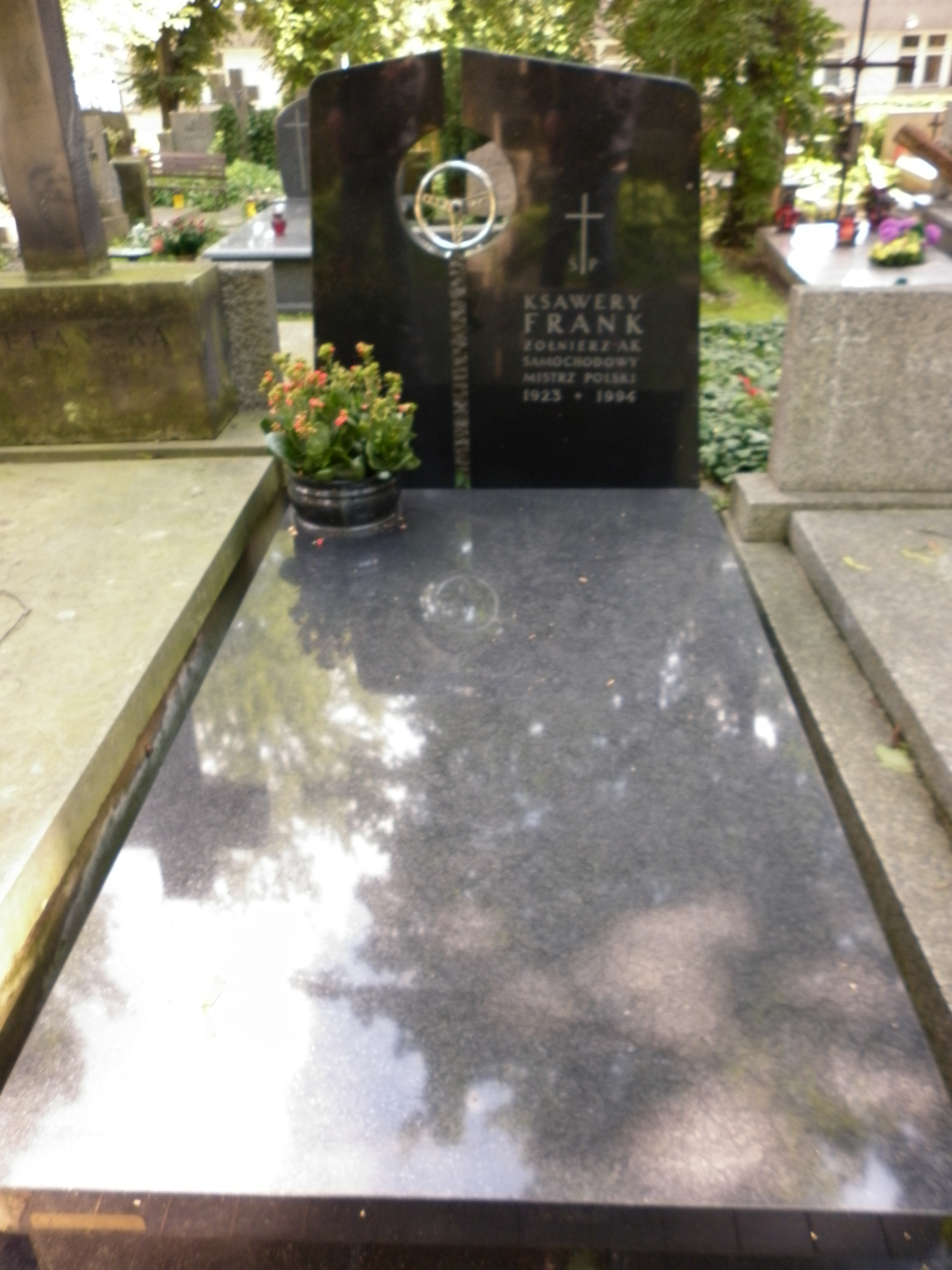
Grób Ksawerego Franka na Powązkach Wojskowych

Ksawery Frank (ur. 16 kwietnia 1923 w Cyganach, zm. 12 stycznia 1994 w Warszawie) – polski motocyklista, kierowca rajdowy i wyścigowy. Zawodnik m.in. KS Ochnia, KS Spójnia Kutno. Podczas II wojny światowej był żołnierzem Armii Krajowej. Podczas powstania warszawskiego walczył w Zgrupowaniu pułku „Baszta” w kompanii „Krawiec”. Był 11-krotnym mistrzem Polski (6-krotnie w rajdach samochodowych i 5-krotnie w wyścigach samochodowych). Został pochowany na Cmentarzu Wojskowym na Powązkach (kwatera A-6-26).